# Deuxième bataille d'Édéa
Première Guerre mondiale
La deuxième bataille d'Édéa se déroule le 5 janvier 1915 dans les alentours de la ville Édéa et voit les forces françaises commandées par le colonel Mayer repousser un assaut de troupes allemandes menées par Carl Zimmermann.

## Contexte
En octobre 1914, alors en pleine opération pour conquérir le Cameroun allemand, la France conquiert la ville stratégique d'Édéa, tenue par une force allemande. Située sur le Sanaga, le village offre un point important dans le passage de ravitaillements entre la côte et l'intérieur des terres. Ainsi, après avoir perdu Édéa, le major Carl Zimmermann, alors retranché à plusieurs dizaines de kilomètres de la ville, prépare un assaut pour reprendre le point et couper de son ravitaillement les forces Britanniques à la poursuite d'une garnison allemande fuyant vers Dschang. 

## Bataille

### Attaque sur Kopongo
Le 3 janvier, les câbles télégraphiques entre Duala et Edéa sont coupés par les Allemands afin de perturber les communications entre les unités alliées. La force sénégalaise française du colonel Mayer, qui a pris le pont de Yapoma, établit un dispositif défensif en cercle autour de sa position avancée à Kopongo, située à environ 32 kilomètres à l'intérieur des terres depuis Edéa. Le 5 janvier, une colonne allemande de 150 hommes attaque les positions françaises à Kopongo, mais elle est repoussée et subissit de lourdes pertes.

### Attaque sur Édéa
L’assaut allemand contre Edéa est mené simultanément à celui de Kopongo. Les troupes françaises qui défendent Edéa ont construit de nombreuses tranchées et fortifications autour de la ville en prévision d'une attaque ennemie. Une force d’environ 1 000 soldats allemands attaque les positions du colonel Mayer le 5 janvier.
Plusieurs assauts d’infanterie sont lancés contre les lignes françaises, mais chacun échoue. Après avoir subi jusqu’à 111 morts et un nombre similaire de blessés, les Allemands se replient vers Jaunde. Les pertes du côté français sont relativement faibles : 4 morts et 11 blessés selon les rapports.

## Suites
Cette victoire consolide le contrôle allié dans la région et permet de nouvelles avancées vers l'est, en direction de la base allemande de Jaunde. Cependant, Dobell demande davantage de renforts avant de lancer une attaque sur l'objectif, car il estime que ses forces sont trop dispersées. Après leur défaite, les forces allemandes lancent une attaque contre les positions britanniques à Nkongsamba, mais celle-ci échoue. Leur tentative de contenir les forces de Dobell est repoussée, ce qui oblige Zimmerman, le commandant allemand au Kamerun, à repasser sur la défensive.